# Château de Verrès
Le château de Verrès est l'un des principaux châteaux valdôtains. Il se dresse en amont du bourg de Verrès, à l'embouchure du Val d'Ayas. 

## L'histoire
À l'endroit où se trouve aujourd'hui le château existait déjà un manoir des seigneurs De Verretio au XIIIe siècle, mais Yblet de Challant le fit rebâtir complètement en 1390 en style gothique. Cette date est marquée au-dessus d'une porte au premier étage : « M.CCC.LXXXX. MAGNIFIC(US) D(OMI)NUS EBALL(US) D(OMI)NUS CHALLANDI MONTIOVETI, ETC. EDIFICARE FECIT HOC CASTRUM VIVENTIBUS EGREGIIS VIRIS FRANCISCO DE CHALLAND D(OMI)NUS DE BOSSONENS ET CASTELLIONIS ET JOH(ANN)E DE CHALLAND D(OMI)NO DE COSSONA EI(US) FILIIS ». 
Il se présente comme un édifice imposant cubique dont le côté mesure 30 mètres. Les fenêtres jumelées sont en style gothique. Il est surdimensionné par rapport aux autres châteaux valdôtains, au point que Jean-Baptiste de Tillier écrit que même s'il n'a pas été construit par les Romains, « il ne cède gueres à ceux tant vantés de cette ancienne et puissante nation ». Il ajoute aussi : « Et l'on peut dire sans exagération que c'est un des plus solides et plus fameux bâtiments qu'un vassal ait pu faire construire dans le domaine d'un prince souverain où celluy-cy tient le rang d'un des plus renommés ». 
En 1536, René de Challant confia à l'architecte espagnol Pietro de Valle la charge d'équiper de remparts et de murs fortifiés le château afin de contraster l'avancée du roi François Ier qui menaçait la Vallée d'Aoste des deux côtés (de la Savoie et du Piémont). Le résultat fut une fortification bastionnée, à la différence d'Aoste, qui n'était protégée que par son enceinte romaine. Cette situation dangereuse pour le Duché d'Aoste porta à la création du Conseil des Commis. 
À la fin du XIXe siècle le château a été acheté par l'État italien et a été déclaré monument national. Il appartient à la région autonome Vallée d'Aoste. 
Du mois de septembre 2004 au 7 avril 2007 il a été fermé au public pour permettre des travaux de restauration et de mise en sécurité.

## Le carnaval historique
Chaque année pour le carnaval dans ce château des acteurs bénévoles mettent en scène l'évocation d'un événement historique, la danse de la comtesse Catherine de Challant avec des habitants du bourg, à la présence de son mari Pierre Sarriod, seigneur d'Introd, tandis que tous les verressiens chantent "Vive Introd et Madame de Challant". Cet événement eut lieu le 31 mai 1450.

## Galerie de photos

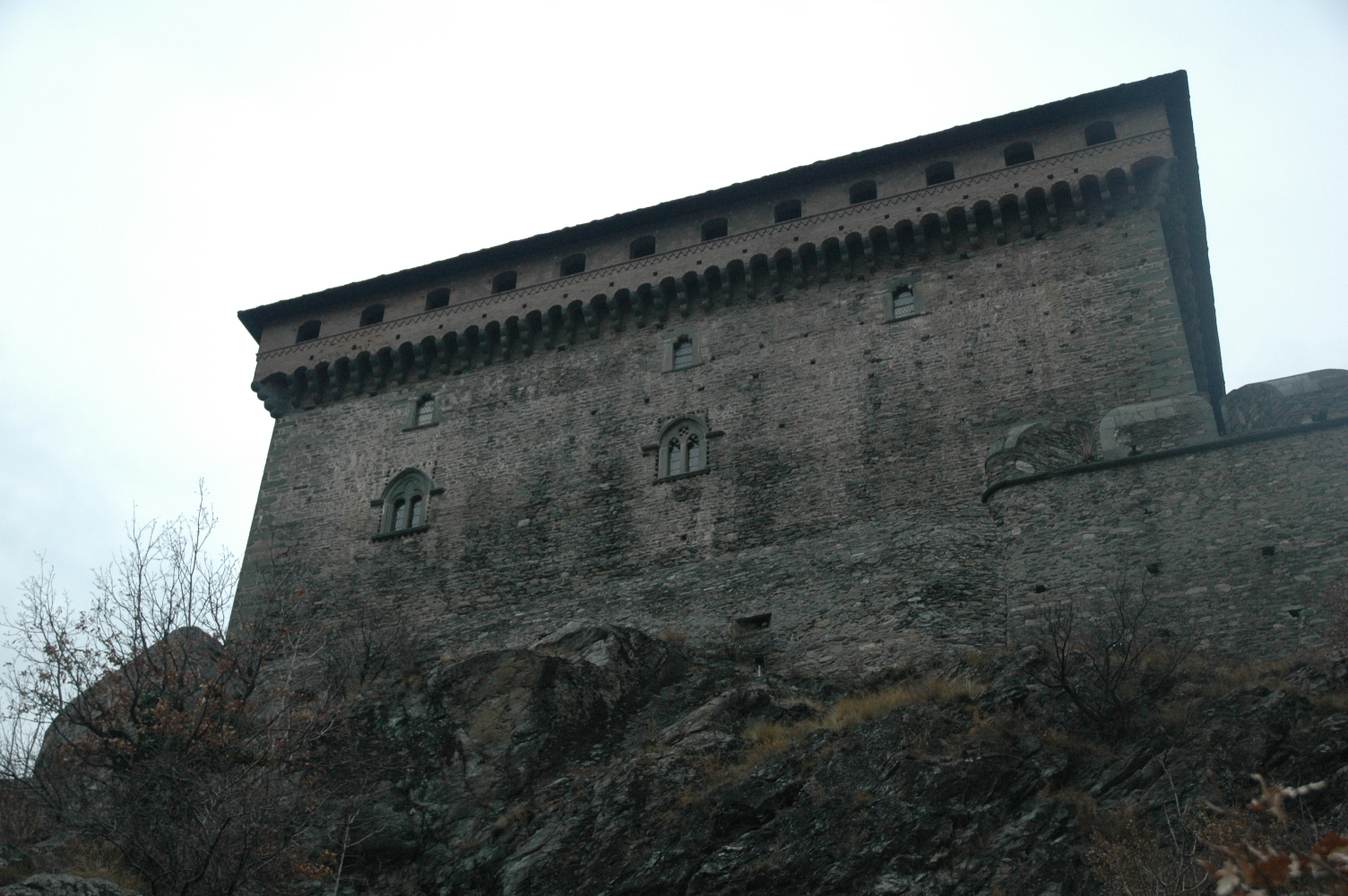
Vue du côté oriental du sentier qui mène au château
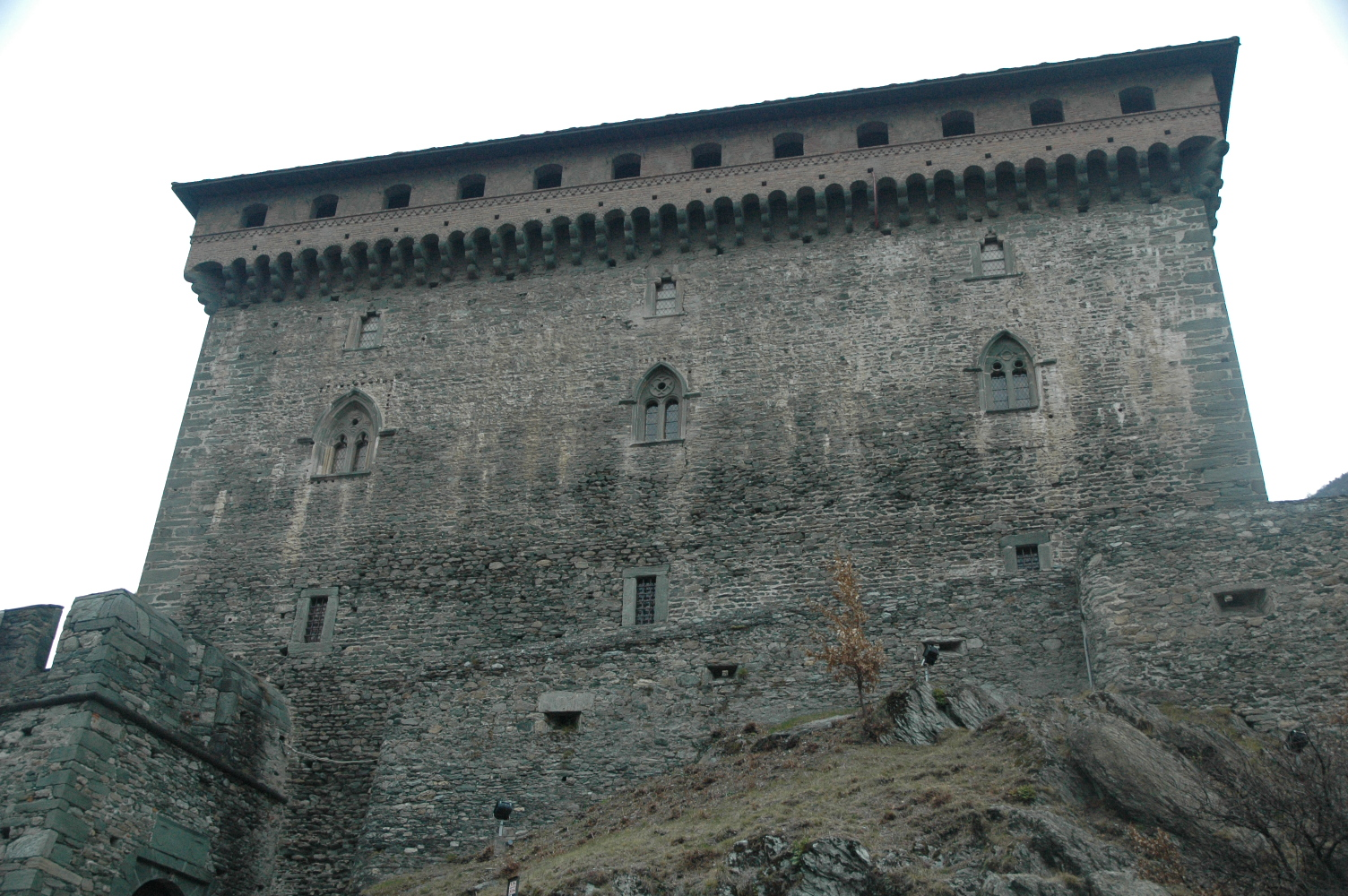
Vue du côté sud du sentier qui mène au château